# 아그파 옵티마 1a

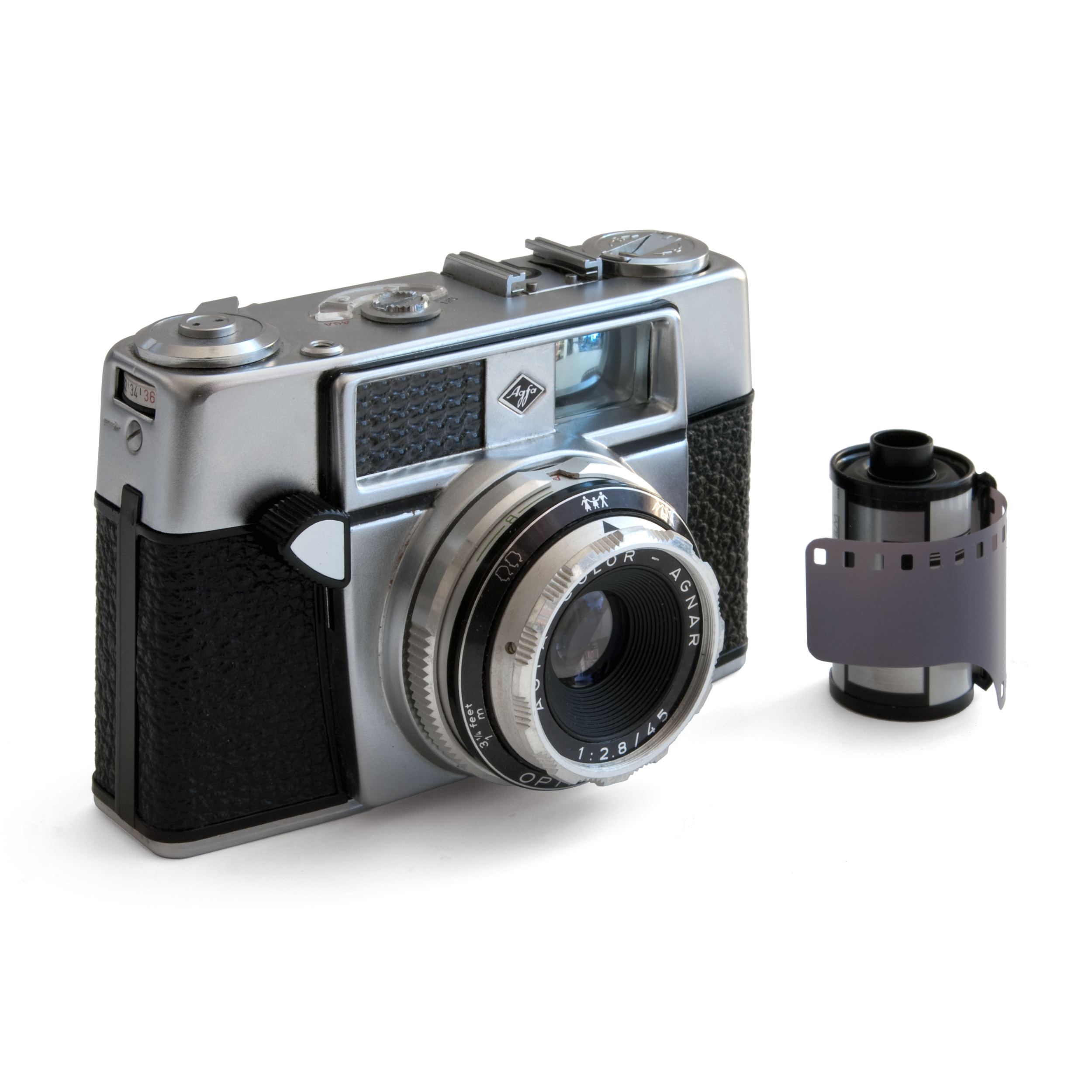
아그파 옵티마 1a 카메라

아그파 옵티마 1a(Agfa Optima 1a)는 1962년에 처음 생산된, 완전 자동화된 35mm 필름 카메라이다. 이 카메라의 전 모델은 독일 카메라 제조사 아그파 옵티마 1 카메라이며, 셀레늄 셀을 사용한다. 이 셀은 조리개와 셔터 스피드의 자동계산을 위한 라이트 레벨을 읽기 위해 필요한 전원을 제공한다.